# Henry M. Teller
Pour les articles homonymes, voir Teller.
Henry Moore Teller, né le 23 mai 1830 à Granger (État de New York) et mort le 23 février 1914 à Denver (Colorado), est un homme politique américain. Membre du Parti républicain, du Silver Republican Party (en) puis du Parti démocrate, il est sénateur du Colorado entre 1876 et 1882, secrétaire à l'Intérieur entre 1882 et 1885 dans l'administration du président Chester A. Arthur puis de nouveau sénateur entre 1885 et 1909.

## Crédit d'auteurs
- (en) Cet article est partiellement ou en totalité issu de l’article de Wikipédia en anglais intitulé « Henry M. Teller » (voir la liste des auteurs).